# 吉尔伯特·格雷
吉尔伯特·格雷（英語：Gilbert Gray，1902年6月1日—1981年7月27日），生于路易斯安那州，美国前男子帆船运动员。他曾代表美国参加1932年夏季奥林匹克运动会帆船比赛，获得8米级金牌。